# Snake

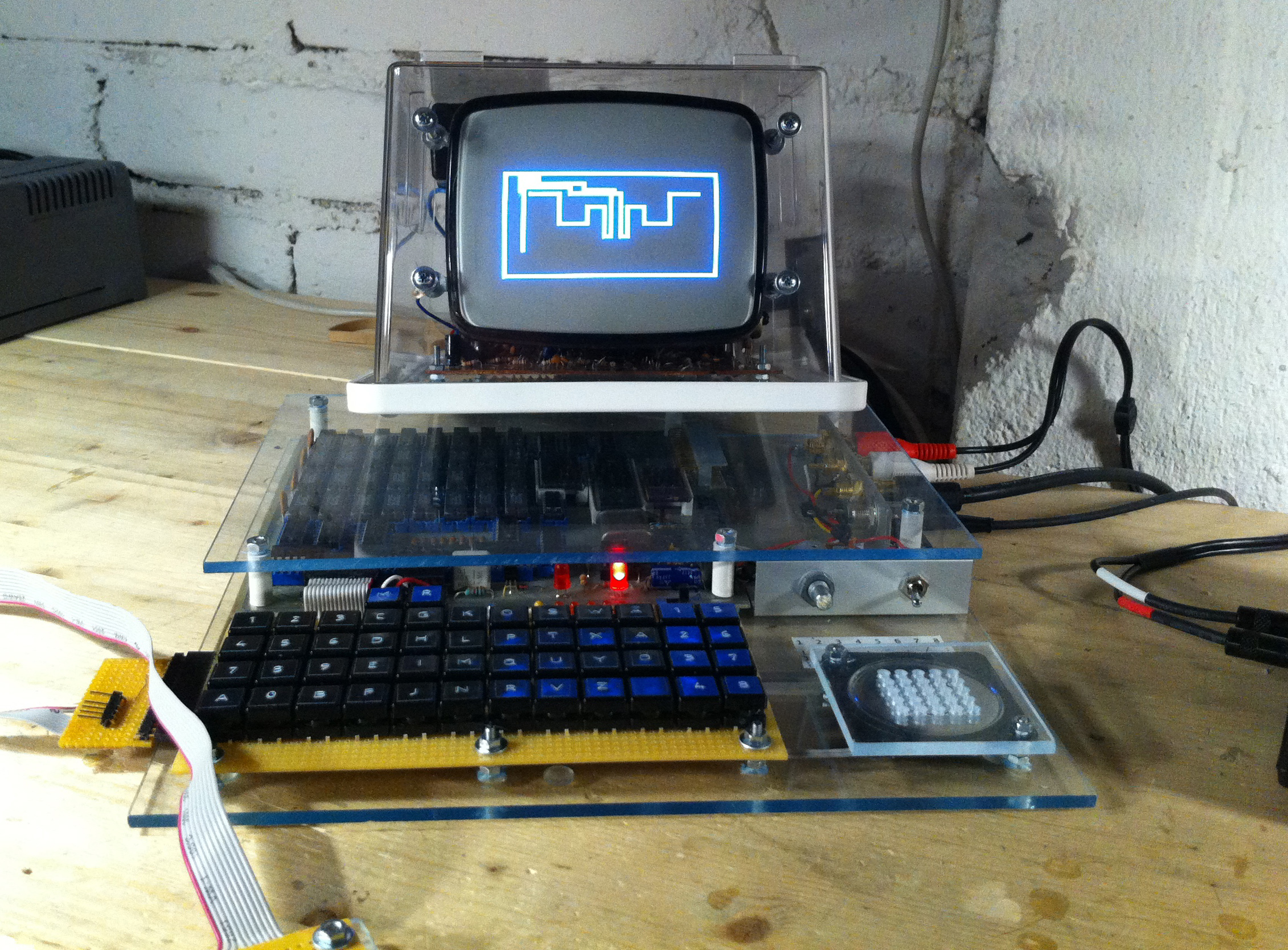
Snake (Ansapeli), Telmac 1800, CHIP-8, 1978

Snake är ett datorspel släppt 1978. Spelet går ut på att man ska styra en orm och plocka små punkter som ger poäng. Ormen växer varje gång den går över en punkt, och tar därmed upp mer och mer plats på spelplanen. Spelet slutar om spelaren styr ormen in i sig själv, vilket till slut blir oundvikligt. Snake fanns till datorn ABC 80 och hette då Masken . Spelet har även släppts ett flertal gånger som mobilspel.
En variant av Snake släpptes som exempelprogram till programmeringsspråket QBasic vid namnet Nibbles och fick kultstatus bland QBasic-anhängare.